# Picea neoveitchii
Picea neoveitchii es una especie de conífera perteneciente a la familia  Pinaceae. Es endémica de China donde es tratada como especie en peligro de extinción.

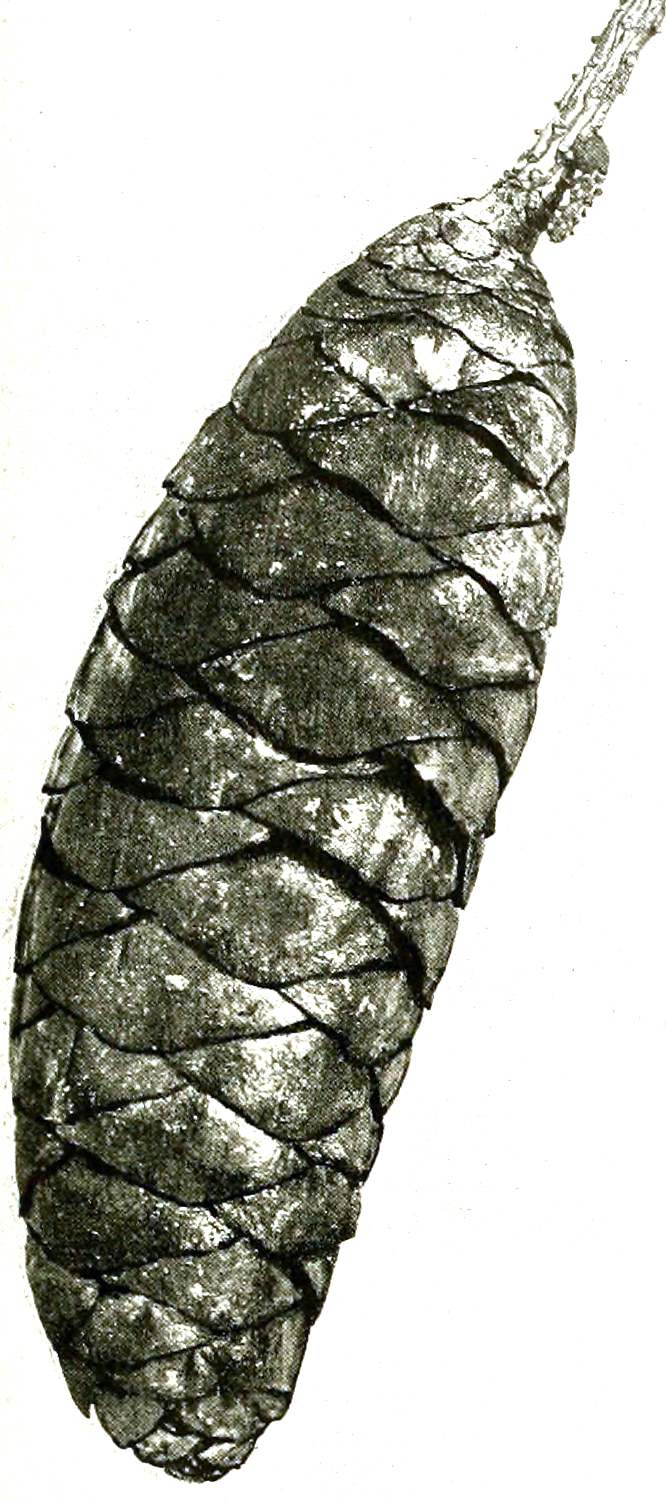
Conos

## Descripción
Es un árbol que alcanza los 15 metros de altura y su tronco 50 cm de diámetro. Las hojas son lineales y cuadrangulares de 1.5-2.5 cm de longitud y 2 mm de ancho. Las semillas se encuentran en piñas cilíndricas de 8–14 cm de longitud y 5-6.5 cm de ancho que al madurar son de color marrón.

## Taxonomía
Picea neoveitchii fue descrita por  Maxwell Tylden Masters y publicado en The Gardeners' Chronicle: a weekly illustrated journal of horticulture and allied subjects. ser. 3 33: 116–117, f. 50–51. 1903.
Etimología
Picea; nombre genérico que es tomado directamente del Latín pix = "brea", nombre clásico dado a un pino que producía esta sustancia
neoveitchii: epíteto